# Finningley
Finningley è un paese di 1.442 abitanti della contea del South Yorkshire, in Inghilterra.

## Infrastrutture e trasporti
La cittadina è sede dell'Aeroporto di Doncaster-Sheffield.